# كارلوس ألفارو مورينو
كارلوس ألفارو مورينو (بالإسبانية: Carlos Alfaro Moreno)‏ لاعب كرة قدم أرجنتيني ولد في 18 أكتوبر من سنة 1964 بمدينة بوينوس أيريس عاصمة الأرجنتين. لعب لعدة أندية أهمها نادي بلاتينزي وإنديبندينتي وإسبانيول وفيرو كاريل وست ونادي برشلونة الكولومبي كما لعب للمنتخب الأرجنتيني ما بين عامي 1989 و1991.
الكاتب : محمد الشنتوف

## روابط خارجية
- كارلوس ألفارو مورينو على موقع الاتحاد الدولي (مؤرشف)  (الإنجليزية)
- كارلوس ألفارو مورينو على موقع قاعدة بيانات كرة القدم.إي يو (الإنجليزية)
- كارلوس ألفارو مورينو على موقع ناشيونال فوتبول تيمز (الإنجليزية)
- كارلوس ألفارو مورينو على موقع عالم كرة القدم.نت (الإنجليزية)
- كارلوس ألفارو مورينو على موقع أوليمبيديا (الإنجليزية)